# Teodor Gabras
Teodor Gabras (grec. Θεόδωρος Γαβρᾶς, zm. 1099) – bizantyński gubernator Pontu za panowania Aleksego I Komnena z rodziny Gabrasów. 

## Życiorys
W 1075 Trapezunt dostał się w ręce tureckie. Teodor Gabras jeden z najznaczniejszych arystokratów tego rejonu zorganizował obronę i odzyskał miasto (ok. 1080). Teodor został mianowany w nagrodę duksem Trapezuntu. Jego synami byli: Grzegorz Gabras, trzymany jako zakładnik w Konstantynopolu i Konstantyn Gabras. Jego żoną była Mariam, córka Bagrata IV, króla Gruzji. Teodor jest czczony jako prawosławny święty w dniu 2 października.